# Chapelhall
Chapelhall är en ort i Storbritannien.   Den ligger i kommunen North Lanarkshire och riksdelen Skottland, i den centrala delen av landet, 500 km nordväst om huvudstaden London. Chapelhall ligger 139 meter över havet och antalet invånare är 5 507.
Terrängen runt Chapelhall är lite kuperad. Runt Chapelhall är det tätbefolkat, med 266 invånare per kvadratkilometer. Närmaste större samhälle är Glasgow, 19,4 km väster om Chapelhall. Trakten runt Chapelhall består i huvudsak av gräsmarker.